# ВЕЦ „Агиос Йоанис“
„Агиос Йоанис“ (на английски: Υδροηλεκτρικός Σταθμός Αγίου Ιωάννη Σερρών) е водноелектрическа централа, разположена северно от Серския манастир, Гърция.
В 2008 година водноелектрическата централа е обявена за защитен исторически паметник, тъй като е един от най-ранните водноелектрически проекти на територията на съвременна Гърция, с принос към развитието на град Сяр.